# Paratryphera bisetosa
Paratryphera bisetosa är en tvåvingeart som först beskrevs av Brauer och Julius Edler von Bergenstamm 1891.  Paratryphera bisetosa ingår i släktet Paratryphera och familjen parasitflugor. Arten är reproducerande i Sverige. Inga underarter finns listade i Catalogue of Life.